# برلمان معلق

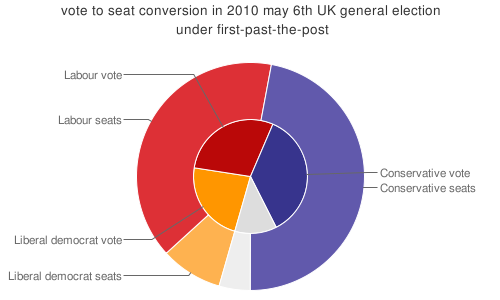

يحدث  البرلمان المعلق في حكومة النظام البرلماني القائم على حزبين عندما لا يحقق أي من الحزبين السياسيين الرئيسيين (أو كتلة الأحزاب المتحالفة) أغلبية مطلقة في مقاعد البرلمان (المجلس التشريعي). وقليلاً ما يعرف ذلك أيضًا باسم البرلمان المتوازن أو مجلس تشريعي دون سيطرة كاملة. وإذا كان المجلس التشريعي يتكون من مجلسين، وكانت الحكومة مسؤولة فقط أمام المجلس الأدنى، فحينئذٍ يطلق مصطلح «البرلمان المعلق» فقط على هذا المجلس فقط. ينتج عن معظم الانتخابات العامة في النظام القائم على حزبين حصول أحد الحزبين على أغلبية مطلقة ومن ثم يقوم سريعًا بتشكيل حكومة جديدة؛ ويعد «البرلمان المعلق» حالة استثنائية من هذا النمط وقد يعد شاذًا أو غير مرغوب فيه. وقد يسعى أحد الحزبين أو كلاهما إلى تشكيل حكومة ائتلافية مع أطراف ثالثة، أو تشكيل حكومة أقلية تعتمد على دعم الثقة والتوريد من أطراف ثالثة أو من المستقلين. وإذا فشلت تلك الجهود، فسيكون الحل الأخير هو حل البرلمان وإجراء انتخابات جديدة.
في النظام المتعدد الأحزاب حيث يتم انتخاب المجالس التشريعية بنظام التمثيل النسبي، من النادر أن يفوز أحد الأحزاب بأغلبية مطلقة في عدد المقاعد، ولهذا يكون «المجلس المعلق» هو العرف ولكن نادرًا ما يستخدم هذا المصطلح. بيد أنه يتم استخدام هذا المصطلح لوصف الانتخابات التي لا يحصل فيها أحد تحالفات الأحزاب القائمة على أغلبية مطلقة، مثلما حدث في الانتخابات الألمانية عام 2005 حيث فشل كل من الائتلاف اليساري الكبير والمعارضة اليمينية في الحصول على أغلبية.

## معلومات تاريخية

### المملكة المتحدة
قبل الحرب العالمية الأولى في المملكة المتحدة، كان النظام القائم نظامًا مستقرًا إلى حد بعيد قائم على حزبين كانا موجودين لأجيال، وهما تقليديًا حزبا المحافظين والأحرار البريطاني، أو منذ منتصف القرن التاسع عشر كان الحزبان هما حزب المحافظين والحزب الليبرالي، وكان الحزبان قادرين على الحصول على عدد كبير من أعضاء البرلمان. ومن ثم كان البرلمان المعلق حالة نادرة لا سيما في القرن التاسع عشر. بيد أن إمكانية التغيير نشأت في أعقاب قانون الاتحاد لعام 1800 عندما حصل عدد من نواب البرلمان الأيرلنديين على مقاعد في المجلس، رغم أن هؤلاء النواب كانوا يتبعون في البداية القواعد التقليدية. لكن قانونا الإصلاح (عام 1867 وعام 1884) وسعا بشكل كبير حق الإدلاء بالصوت وأعادا رسم الدوائر الانتخابية، وتزامن ذلك مع التغييرات في السياسة الأيرلندية. وبعد الانتخابات العامة 1885، لم يحصل أي من الحزبين على أغلبية مطلقة. وسيطر الحزب البرلماني الأيرلندي على توازن القوى وجعل قاعدة الحكم الذاتي الأيرلندي شرطًا لدعمهما. ولكن شهد الحزب الليبرالي حالة من الانقسام حول مسألة الحكم الذاتي الأيرلندي مما أدى إلى عقد انتخابات عامة أخرى عام 1866 فاز فيها المحافظون بمعظم المقاعد وتولوا الحكم بدعم من فصيل من الليبراليين المعارضين للحكم الذاتي الأيرلندي في الحزب الليبرالي الاتحادي.
أنتجت انتخابات يناير 1910 وانتخابات ديسمبر 1910 برلمانًا معلقًا برقم مطابق تقريبًا للرقم الذي فاز به الحزب الليبرالي والحزب المحافظ الحاكمان. ولقد جاء ذلك نتيجة كل من الأزمة الدستورية ونشأة حزب العمال. وأنتجت انتخابات عام 1929 آخر برلمان معلق على مدار سنوات عديدة، وفي الوقت نفسه حل حزب العمال محل الحزب الليبرالي باعتباره أحد الحزبين المسيطرين.
لقد أنتجت عمليتا انتخابات عامة برلمانًا معلقًا في المملكة المتحدة منذ انتخابات عام 1929. الانتخابات الأولى هي انتخابات فبراير 1974] واستمر البرلمان الناتج فقط حتى شهر أكتوبر. أما الانتخابات الثانية فهي انتخابات مايو 2010 وكانت نتيجتها برلمانًا معلقًا وكان حزب المحافظين أكبر الأحزاب من حيث عدد الأصوات. وكانت نتائج الأحزاب الرئيسية الثلاثة هي: المحافظين 307 مقاعد، العمال 258 مقعدًا، الليبرالي الديمقراطي 57 مقعدًا.
منذ هذا الائتلاف، تم تمرير قانون البرلمان لإنشاء برلمانات مدتها خمس سنوات ثابتة، بحيث لا يتم عقد انتخابات تالية حتى عام 2015. ولقد كانت هذه فكرة نائب رئيس الوزراء، الذي هو زعيم الديمقراطيون الليبراليون حيث قال إن هذا سيمنع رئيس الوزراء، الذي هو زعيم حزب المحافظين، ديفيد كاميرون، من الدعوة إلى انتخابات مبكرة مثلما يطالب العديد من المحافظين.
تنشأ البرلمانات المعلقة أيضًا عندما تتآكل حكومة الأغلبية الضعيفة نتيجة هزائم في الانتخابات الطارئة وانشقاق أعضاء البرلمان وانضمامهم إلى الأحزاب المعارضة، بالإضافة إلى استقالة أعضاء البرلمان من مجلس العموم. ولقد حدث هذا في ديسمبر من عام 1996 في الحكومة المحافظة برئاسة جون ميجور (1990–97) وفي منتصف عام 1978 في حكومة العمال برئاسة جيمس كالاهان (1976–79)؛ وتغطي هذه الفترة الأخيرة الفترة المعروفة باسم شتاء الغضب. ولقد أتت حكومة الأقلية برئاسة جيم كالاهان عندما أنهى حزب العمال حلف الليبراليين الديمقراطيين والعمال الذي استمر لفترة 15 شهرًا عندما خسر الليبراليون الأغلبية في بداية عام 1977.
حسب ما ذكره الباحثان أندرو بليك وستيورات ويلكس هيج، لم يبدأ شيوع استخدام مصطلح «برلمان معلق» في المملكة المتحدة إلا في منتصف السبعينيات من القرن العشرين. وكان أول من استخدمها في الصحافة الصحفي سيمون هوجارت في الغارديان عام 1974.
تضم الدراسات الأكاديمية التي تناولت البرلمانات المعلقة كتاب ديفيد بلتر الحكم دون أغلبية: معضلات البرلمانات المعلقة في بريطانيا (Sheridan House, 1986) وكتاب فيرنون بوجاندور «سياسات حكم الأحزاب المتعددة والدستور» (Cambridge University Press, 1983).

### كندا
لقد كانت آخر ثلاثة برلمانات كندية (برلمان رقم 38 وبرلمان رقم 39 والبرلمان رقم 40) برلمانات معلقة. لكن هذا المصطلح لا يستخدم في كندا. بل يستخدم مصطلح «حكومة أقلية» أو «برلمان أقلية». ورغم أن مدة حكم حكومات الأقلية تكون عادةً قصيرة الأجل، فإن حكومتي الأقلية تحت حكم رئيس الوزراء ستيفن هاربر تمكنت من البقاء في الحكم في الفترة من فبراير 2006 حتى التصويت بحجب الثقة في مارس 2011 مما أدى إلى حل البرلمان وعقد الانتخابات في 2 من مايو 2011. وشهدت الانتخابات اللاحقة برلمان أغلبية مع حصول الحزب المحافظ بقيادة هاربر على أغلبية 24 مقعدًا.

### أستراليا
تُشكل الحكومات الأسترالية حسب نموذج نظام الوستمنستر، ويعرف البرلمان المعلق عادةً بأنه غياب الأغلبية البرلمانية في المجلس الأدنى من جانب حزب العمال الأسترالي أو ائتلاف الحزب الليبرالي/الوطني.
وتعد البرلمانات المعلقة حالة نادرة على المستوى الفيدرالي في أستراليا، على فرض أنه نظام قائم على حزبين، حيث ينافس حزب العمال الأسترالي تحالف الحزبين المحافظين، وهذه الحالة هي القائمة مع استثناءات قليلة منذ بداية القرن العشرين. فقبل عام 1910 لم يحصل أي حزب على أغلبية في مجلس النواب. ومن ثم كانت هناك تغييرات متكررة في الحكومة وكان العديد منها يتم أثناء الدورة البرلمانية. ومنذ عام 1910، عندما تم توطيد النظام القائم على حزبين، أنتجت الانتخابات برلمانين معلقين فقط، أولهما عام 1940 والثاني عام 2010. ففي الانتخابات الفيدرالية لعام 1940، ضمن رئيس الوزراء المعين روبرت مينزيز دعم اثنين من المستقلين واستمر في الحكم، ولكن تحول هذان المستقلان عام 1941 إلى دعم حزب العمال وبهذا جاء جون كيرتن للحكم. في الانتخابات الفيدرالية لعام 2010، والتي أسفرت عن تقاسم المقاعد بين حزب العمال وائتلاف الحزب الليبرالي والحزب الوطني بنسبة 72-72 مقعدًا، وضمنت رئيسة الوزراء المعينة جوليا غيلارد دعم أربعة من ستة مستقلين وحزب الخضر الصغير واستمرت في الحكم.
يعد وجود برلمانات معلقة في كل من أستراليا والمملكة المتحدة في وقت واحد، مع ضم كندا أيضًا لفترة قصيرة حالة غير مسبوقة في تاريخ دول الكومنولث.
يشيع حدوث البرلمانات المعلقة بدرجة أكبر على مستوى الولاية. فيتم انتخاب الجمعية التشريعية في تسمانيا و[برلمان المنطقة الأسترالية الكبرى المكون من مجلس تشريعي واحد حسب التمثيل النسبي في نظام التصويت بترتيب الأفضليات، ومن ثم تنتج الانتخابات في العادة برلمانات معلقة. أما في الولايات والأقاليم الأخرى، فيتنافس المرشحون على المقاعد الفردية. ونظرًا لانخفاض عدد المقاعد بشكل كبير عن البرلمانات الفيدرالية، تكون احتمالية انتخاب برلمانات معلقة كبيرة جدًا. وتضم الأمثلة الحديثة انتخابات نيوساوث ويلز عام 1991 وكوينزلاند عام 1998 وفيكتوريا عام 1999 وجنوب أستراليا عام 1997 وانتخابات عام 2002 وأستراليا الغربية عام 2008 والمنطقة الأسترالية الكبرى عام 2008 وتسمانيا عام 2010.

## العواقب
ينظر إلى البرلمان المعلق غالبًا في الدول التي اعتادت على نتائج الانتخابات الحاسمة باعتباره نتيجة غير جيدة تؤدي إلى تكوين حكومة ضعيفة نسبيًا وغير مستقرة. وتحدث عادةً فترة من عدم الاستقرار بعد الانتخابات حيث يعمل قادة الحزب الأساسي على التفاوض مع المستقلين والأحزاب الصغيرة بهدف إنشاء سلطة فاعلة.
قد يسعى رئيس الحكومة الواعد إلى تكوين حكومة ائتلافية؛ ويتضمن ذلك عادةً في نظام الوستمنستر الاتفاق على برنامج تشريعي مشترك وحصول شركاء الائتلاف من الأحزاب الصغيرة على عدد من المناصب الوزارية مقابل إنشاء أغلبية مستقرة. أو بدلاً من ذلك يتم تشكيل حكومة أقلية وعقد اتفاقات الثقة والتوريد مقابل الحصول على امتيازات سياسية أو الاعتماد على الدعم الفردي من كل حالة.

### أستراليا
في انتخابات ولاية أستراليا الغربية عام 2008 فاز حزب العمال الأسترالي بعدد مقاعد أكبر من الحزب الليبرالي ففاز بـ 28 مقعدًا مقابل 24 مقعدًا. وكان الحزب الوطني بالإضافة إلى ثلاثة مستقلين يملكون المقاعد المطلوبة لجعل أي من الحزبين حزب أغلبية. ولمساعدة الحزب الليبرالي على تشكيل الحكومة، دعم الحزب الوطني الحزب الليبرالي بشرط تنفيذ سياسة الإنفاق على المناطق الريفية.
في انتخابات ولاية فكتوريا عام 1999, فاز حزب العمال بـ 42 مقعدًا، بينما احتفظ ائتلاف الحزب الليبرالي والحزب الوطني الحاكم بـ 43 مقعدًا وفاز المستقلون بثلاثة مقاعد. فقام حزب العمل بتشكيل حكومة أقلية مع المستقلين الثلاثة.
لقد أنتجت انتخابات ولاية تسمانيا عام 2010 برلمانًا معلقًا. وبعد فترة من المفاوضات، تمت إعادة تكليف حكومة حزب العمال الحاكمة بقيادة ديفيد بارتلت، ولكن بعد أن حصل زعيم حزب الخضر التسماني نيك ماكيم على إحدى الحقائب الوزارية وحصول عضوة حزب الخضر كيسي أوكنور على منصب أمين مجلس الوزراء.
لم يحصل أي من ائتلاف حزب العمال أو الحزب الليبرالي على أغلبية المقاعد في الانتخابات الفيدرالية عام 2010 ليتمكن من تشكيل حكومة بموجبها. وفي النهاية تم تشكيل حكومة بقيادة جوليا غيلارد بمساعدة ثلاثة من الأعضاء المستقلين وعضو من حزب الخضر في مجلس النواب الأسترالي.

### المملكة المتحدة
في الانتخابات العامة فبراير 1974، رفض رئيس الوزراء إدوارد هيث أن يتقدم باستقالته وحاول تشكيل حكومة ائتلافية رغم الفوز بعدد مقاعد أقل (رغم الحصول على عدد أصوات أكثر) من حزب العمال المعارض حينئذٍ. ولكنه لم يتمكن من ذلك، وبهذا تولى السلطة حزب العمال بقيادة هارولد ويلسون بتشكيل حكومة أقلية.
أنتجت الانتخابات العامة بالمملكة المتحدة عام 2010 برلمانًا معلقًا آخر وتلتها مناقشات للمساعدة في إنشاء حكومة مستقرة. ولقد أدت تلك المناقشات إلى تشكيل حكومة ائتلافية كانت أيضًا حكومة أغلبية بين حزب المحافظين الذي فاز بأغلبية الأصوات والمقاعد في الانتخابات وبين حزب الليبراليين الديمقراطيين.

### اليونان
لقد خيمت ظلال الموقف المالي المتأزم على انتخابات عام 2012 في اليونان، مع تراجع شديد للأحزاب الحاكمة التي دعمت الإجراءات التقشفية الصارمة. ففقد حزب الحركة الاشتراكية اليونانية الحاكم الكثير من الدعم ولم يحصل أي حزب على العدد المطلوب لتشكيل ائتلاف أو لم يتم التوصل إلى الاتفاقات اللازمة لذلك. ومن ثم سيتم إجراء انتخابات أخرى على الفور.

## الأغلبية الفاعلة
كانت هناك الكثير من الحالات التي يكون فيها البرلمان أو الجمعية معلقًا، ولكن يتمتع الحزب الحاكم بـ أغلبية فاعلة. فعلى سبيل المثال، في المملكة المتحدة، يكون التقليد ألا يصوت رئيس المجلس ونوابه ولا يحصل أعضاء البرلمان عن حزب شين فين على مقاعد أبدًا، ومن ثم يُخصم هؤلاء الأعضاء من أعضاء المعارضة.

### المملكة المتحدة
في ويلز عام 2005، كانت هذه هي الحالة في الجمعية الوطنية لويلز، عندما خسر حزب العمال أغلبيته عندما تم طرد بيتر لو عند وقوفه ضد المرشح الرسمي في انتخابات ويستمنستر عام 2005 في دائرة بلينو جوينت. عند انتخاب الجمعية لأول مرة في الأول من مايو عام 2003، فاز حزب العمال بـ 30 مقعدًا وفاز حزب بليد سيمرو بـ 12 مقعدًا وفاز حزب المحافظون بـ 11 مقعدًا وفاز الديمقراطيين الليبراليين بستة مقاعد وفاز حزب كون مارك المستقل بمقعد واحد.
عندما أُعيد انتخاب ديفيد إيلز ثوماس (حزب بليد سيمرو) رئيسًا للجمعية، خفض هذا عدد أعضاء المعارضة في الجمعية إلى 29 صوتًا، حيث لا يصوت رئيس الجمعية إلا في حالة تعادل الأصوات، وحينها لا يصوت حسب الآراء السياسية للحزب بل حسب قاعدة دينيسون لتصويت رئيس الجمعية. وبهذا حصل حزب العمال على أغلبية عاملة بمقعد واحد حتى ترشح لو في دائرة بليو جوينت.

## وصلات خارجية

### المملكة المتحدة
- Q&A: What is a hung parliament?, BBC, 8 March 2010
- Hung Parliaments: What you need to know, Institute for Government 2010
- Hung Parliament News New Statesman
- Hang Em Pressure group
- Charter 2010 نسخة محفوظة 23 مارس 2019 على موقع واي باك مشين. Planning for a hung parliament